# Caroline Hammer
Pour les articles homonymes, voir Hammer.
Caroline Hammer, née le 28 octobre 1832 à Hulerød (Danemark) et morte le 12 janvier 1915 à Fredensborg, est une photographe danoise.

## Biographie
Caroline Hammer est née le 28 octobre 1832 à Hulerød, Søborg,. Elle est la fille d'un héros de guerre de 1807 et 1848, commissaire de district, Frederik Hammer et de Elisabeth Kirstine Lemvigh. Elle grandit à Asminderød dans la Zélande du Nord avec ses neuf frères et sœurs. En 1849, sa mère meurt et la famille déménage sur l'île frisonne de Föhr dans la ville de Vyk.
Caroline Hammer commence à prendre des photographies sur l'île au début des années 1860. Elle est également photographiée par le photographe LP Rasmussen, actif à Copenhague dans les années 1850 et 1860.
Les premières photos de Hammer sont des prises de vue en extérieur, à la plage et sur l'île avec comme sujets des bateaux de pêche et des pêcheurs, des bains publics mobiles sur roues et des « nids d'oiseaux » servant à attraper des canards sauvages. Dans les années 1870, elle commence à se spécialiser dans les portraits, et ses photographies de cette période montrent sa famille, les maisons et les jardins alentour,,. En 1881, elle devient la première femme membre de l'Association danoise de photographie, qui avait été fondée en 1879. Ses photos sont estampillées "C. Hammer" et "Wyk". Hammer décède le 12 janvier 1915 à Fredensborg.
La Bibliothèque royale possède de nombreuses photographies prises par Caroline Hammer.